# Capsicum costaricense
Capsicum costaricense är en potatisväxtart som beskrevs av Standley och Morton. Capsicum costaricense ingår i släktet spanskpepparsläktet, och familjen potatisväxter. Inga underarter finns listade i Catalogue of Life.